# William Stout
William Stout (Salt Lake City, 18 settembre 1949) è un illustratore e scenografo statunitense.

## Carriera

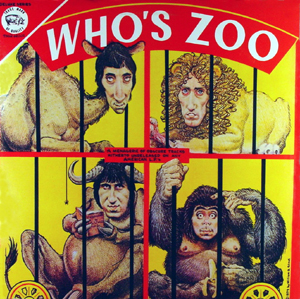
Who's Zoo, bootleg dei The Who con la copertina realizzata da William Stout.

Nato nello Utah, a diciassette anni vinse una borsa di studio dello stato della California che gli permise di studiare presso la Chouinard Art Institute, dipartimento dell'Istituto delle arti della California, ove conseguì la laurea triennale. Il suo stile è influenzato da illustratori come Frank Frazetta, Hal Foster, Norman Rockwell e Roy Krenkel.
IL suo primo lavoro da professionista lo ottenne nel 1968, realizzando la copertina del primo numero di Coven 13. Dal 1971 collaborò Russ Manning per le strisce a fumetti quotidiane e della domenica di Tarzan. Collaborò poi con Harvey Kurtzman e Will Elder in Little Annie Fanny edito su Playboy nel 1972. Nel 1973 Stout iniziò la sua collaborazione con il Firesign Theatre e ottenne notorietà internazionale per le copertine dei suoi album "bootleg" rock and roll sui 45 giri. Fu anche uno dei primi collaboratori americani della rivista Heavy Metal.
Dal 1976 al 1977 Stout fu direttore artistico della rivista rock Bomp!. Nel 1977 Stout realizzò anche la sua prima locandina per un film, Wizards di Ralph Bakshi; seguiranno poi oltre 120 collaborazioni pubblicitarie in ambito cinematografico. 
La sua prima opera pubblicata interamente sua fu "The Prehistoric World of William Stout", edita nel 1977.
Nel 1978 inizia a collaborare attivamente nel mondo della cinematografia come designer con il film Capitan Rogers nel 25º secolo (1979), pellicola che fece da apripista serie Buck Rogers (1979-1981). Stout ha lavorato a oltre 30 lungometraggi, tra cui Conan il barbaro (1982), Rambo (1982), Conan il distruttore (1984), The Hitcher - La lunga strada della paura (1986) e Ivanders (1986). Con Il ritorno dei morti viventi Stout risulta il più giovane production designer nella storia del cinema. Stout ha scritto Kain il mercenario (1984) per Roger Corman e curato la scenografia de I dominatori dell'universo (1987).
Ha disegnato "Edgar", l'antagonista di Men in Black (1997), per la Industrial Light & Magic nel 1996. Stout ha realizzato i design per I Muppet e il mago di Oz (2005) e ha poi curato i design il capolavoro di Guillermo del Toro, Il labirinto del fauno (2006). Ha lavorato per Christopher Nolan nel film The Prestige (2006) e per The Mist (2007) di Frank Darabont.
Nel 1981 con la Bantam Books pubblicò il suo "The Dinosaurs", che riprendeva un portfolio ad edizione limitata auto pubblicato nel 1977.
a cui seguirono le illustrazioni de "Dinosauri" (1983) di Ray Bradbury, che aveva già scritto la prefazione del suo libro. Nello stesso anno illustra "The Little Blue Brontosaurus", racconto vincitore del Children's Choice Award nel 1984.
Le sue opere dedicate ai dinosauri gli hanno permesso di collaborare ed esporre in numerosi musei di storia naturale come il British Museum, Royal Ontario Museum, American Museum of Natural History, Houston Museum of Natural Science e lo Smithsonian.
Nel 1993 realizza il gioco di carte "William Stout's Lost Worlds", che venderà 20 milioni di carte collezionabili.

## Vita privata
Vive a Pasadena, California, insieme alla moglie con cui ha avuto due figli.